# Пушечников, Иван Фёдорович
Иван Фёдорович Пу́шечников (20 февраля 1918, Харьков — 9 августа 2010, Москва) — русский гобоист, педагог, композитор. Заслуженный деятель искусств РСФСР (1978).

## Биография
Закончил военно-дирижёрский факультет при Московской консерватории (1942) и Московскую консерваторию (1944, класс гобоя у H. H. Солодуева). В 1939—1959 солист оркестра Большого театра. С 1944 года преподавал в Государственном музыкально-педагогическом институте (ныне Российская академия музыки) им. Гнесиных (c 1963 по ? — заведующий кафедрой духовых инструментов; с 1970 — профессор). Также преподавал в Московской средней специальной музыкальной школе имени Гнесиных, Государственном музыкальном училище (колледже) имени Гнесиных, Московском государственном институте музыки имени Шнитке.
Был членом жюри многих всесоюзных, всероссийских и международных музыкальных конкурсов.
Похоронен 11 августа 2010 года на Ваганьковском кладбище.

## Педагогическая деятельность
И. Ф. Пушечников впервые в СССР ввёл практику обучения игре на блокфлейте детей младшего возраста (5—7 лет) — в том числе как на «переходном инструменте», то есть в качестве подготовительного этапа к обучению игры на других духовых музыкальных инструментах, при этом создав соответствующую оригинальную методику и учебный репертуар. Участвовал в разработке советской учебной модели блокфлейты (основанной на блокфлейте-сопрано); впервые в СССР организовал экспериментальную группу в школе им. Гнесиных (1972), где обучали игре на этом инструменте. Впоследствии игра на блокфлейте вошла в учебные программы многих советских детских музыкальных школ.
Является автором многочисленных инструктивных пьес (этюдов, упражнений) для гобоя и блокфлейты, обработок и аранжировок для гобоя и фортепиано, блокфлейты и фортепиано, а также оригинальных сочинений (в том числе камерных ансамблей). Автор ряда научно-методических статей.
И. Ф. Пушечников воспитал более 1000 учеников, среди которых — Евгений Непало, Анатолий Любимов, Ольга Томилова, Сергей Великанов, Евгений Изотов. См. также  Архивная копия от 14 июля 2011 на Wayback Machine.</ref>, Иван Паисов, Алексей Огринчук, Дмитрий Булгаков, Иван Подъёмов, Дмитрий Дмитриев, Владимир Вяткин, Павел Бирюков.

## Отзывы учеников
Иван Фёдорович — безусловно, великий педагог и легендарная личность! Не только потому что, он работал до, во время и после войны (играл в Большом театре с самыми выдающимися дирижёрами), не только потому что его (и в основном, только его) ученики становились лауреатами различных конкурсов, в том числе крупнейших международных, но и потому что, эти ученики становились лауреатами и 50 лет назад, и совсем недавно. Аналогов школе этого человека нет. Кроме того, этот человек уникален тем, что он продолжает преподавать в нескольких учебных заведениях.
— Дмитрий Булгаков (2008)

…Я хотел бы также вспомнить Ивана Фёдоровича как доброго и чудесного человека. […] многие смогут рассказать, какую огромную роль сыграл в их жизни Иван Фёдорович, взяв нас под свою педагогическую опеку, ещё не смыслящих совершенно ничего ни в музыке, ни в жизни. Не жалея сил, он воспитывал нас, уделяя нам внимание, как родным детям. Действительно, невозможно сосчитать, скольким он подарил эту прекрасную профессию. Но не только музыке мы учились у него. Удивительным остаётся в моей памяти пример его общения с людьми. Иван Фёдорович был тем редчайшим человеком истинно высокой культуры, которая позволяла ему разговаривать одинаково тепло и открыто со всеми: от шестилетнего начинающего ученика до уважаемого всеми профессора или даже высокопоставленного представителя власти! Вряд ли найдется человек, среди общавшихся с ним, кто мог бы сказать, что был обделён его вниманием. Наоборот, казалось, он интересовался судьбой каждого. Он искренне радовался нашим жизненным удачам, и всегда старался помочь нуждающемуся человеку, не дожидаясь даже его просьбы. Без сомнения, так происходило лишь благодаря его искренней безграничной доброте. Для меня Иван Фёдорович останется навсегда одним из первых и ярчайших примеров моей жизни.
— Иван Подъёмов (2010)

## Избранные публикации
В данном списке представлены лишь некоторые публикации 2000-х годов. Среди старых изданий учебно-методических пособий И. Ф. Пушечникова, например — «Начальная школа игры на гобое» (1952).
- Пушечников И. Ф. Школа игры на гобое (+ Клавир). — М.: Музыка, 2001. — ISBN 5-7140-0956-8.
- Пушечников И. Ф. Азбука начинающего блокфлейтиста. — М.: Музыка, 2004. — 56 с. — ISBN 5-7140-1051-5.
- Пушечников И. Ф. Школа игры на блокфлейте (+ Клавир). — М.: Музыка, 2007. — ISBN 5-7140-1215-1.
- Пушечников И. Ф. Гаммы и арпеджио для гобоя. — М.: Музыка, 2007. — ISBN 5-7140-1053-1.
- Пушечников И. Ф. Искусство игры на гобое: История, теория, методика, педагогика: Учебно-методическое пособие для вузов / под ред. Казуровой А.С.. — СПб.: Композитор, 2005. — 312 с. — ISBN 5-7379-0269-2.

## Награды
- Медаль «За трудовое отличие» (27 мая 1951 года) — за выдающиеся заслуги в развитии советского музыкально-театрального искусства и в связи с 175-летием со дня основания Государственного ордена Ленина Академического Большого театра СССР[8]
- Заслуженный деятель искусств РСФСР (17 июля 1978 года) — за заслуги в области советского музыкального искусства[9]
- Почётный член IDRS (1998)[10]
- Орден Почёта (21 сентября 1998 года) — за заслуги перед  государством, большой вклад в укрепление дружбы и сотрудничества между народами, многолетнюю плодотворную деятельность в области культуры и искусства[11]
- Орден «За заслуги перед Отечеством» IV степени (11 июня 2003 года) — за большие заслуги в развитии музыкального искусства[12]